# Die Zweite Sparkasse
Die Zweite Wiener Vereins-Sparcasse (verkürzt: Zweite Sparkasse, auch: Die Zweite) ist ein österreichisches Kreditinstitut mit Sitz in Wien-Landstraße (3. Gemeindebezirk). Die „Bank für Menschen ohne Bank“ als sozial ausgerichtete Sparkasse wird ausschließlich von ehrenamtlichen Mitarbeitern der Erste Bank und der Sparkassengruppe betrieben und hat keine Ertragsziele.

## Geschäftszweck und Kontoführung
Die Zweite Sparkasse hat die Aufgabe, Kunden in finanziellen Problemsituationen Bankdienstleistungen anzubieten. Kunde kann nur werden, wer über eine der kooperierenden Beratungsorganisationen (siehe unten) an die Zweite Sparkasse vermittelt wird. Aufgrund dieser Empfehlung bekommt der Neukunde ein auf vorerst drei Jahre befristetes Konto zur Verfügung gestellt, das auf Guthabenbasis ohne Möglichkeit zur Überziehung geführt wird.
Das Konto wird mit einer sogenannten „Kontoführungskaution“ in Höhe von 9 Euro pro Quartal belastet, die jedoch dem Kunden bei Wechsel zu einer herkömmlichen Geschäftsbank zurückbezahlt wird. Das Zweite-Konto wird in dem Fall geschlossen. Kostenfrei wird den Kunden eine Debitkarte ausgehändigt, mit der sie weltweit bargeldlos bezahlen, sowie über die Automaten in den Foyers der Erste Bank und der Sparkassen von ihrem Konto abheben bzw. auf dieses einzahlen können. Weiters können gebührenfrei Überweisungen getätigt und Daueraufträge eingerichtet werden.
Zusätzlich bietet die Zweite Sparkasse auch ein „unbefristetes Konto“ an, um den Kunden mehr Zeit für die Regulierung ihrer finanziellen Probleme zu geben. Daneben gibt es in Kooperation mit der Schuldnerberatung auch ein „betreutes Konto“, über das die lebensnotwendigen und Existenz sichernden Zahlungen automatisch abgebucht werden. Für diese beiden Konten beträgt die Kontoführungsprovision 9 Euro/Quartal, die den Kunden nicht refundiert werden. Auf Wunsch erhalten die Kunden ein Sparkonto zu einem besseren Zinssatz und ein modifiziertes Modell eines s Aufbau-Bausparvertrages.
Weitere Bestandteile des Kontos sind die Möglichkeit auf eine Rechtsberatung pro Quartal.
Aus einer Kooperation mit der Wiener Städtischen Versicherung erhalten alle Zweite-Kunden, zu ihrem Konto ein Basis-Versicherungspaket. Es handelt sich dabei um eine kostenlose Rechtsberatung pro Quartal, eine kleine Unfallversicherung und gegen eine Prämie von 3 Euro monatlich eine Haushaltsversicherung, die wie in Österreich üblich, mit einer Haftpflichtversicherung für den Kunden und die im Haushalt lebenden Familienangehörigen verbunden ist. Darüber hinaus veranstaltet die Zweite Sparkasse seit 2008 Workshops unter dem Titel „I €AN“, in denen Lehrlinge in Kleingruppen in Geldfragen beraten und über mögliche Schuldenfallen informiert werden.

## Rechtliche Organisation
Bei der Zweiten Sparkasse handelt es sich rechtlich um eine ganz normale vollwertige Bank. Der Unterschied zu herkömmlichen Kreditinstituten besteht – wie unter „Geschäftszweck und Kontoführung“ beschrieben – neben der sozialen Ausrichtung darin, dass die Zweite Sparkasse ausschließlich von rund 360 ehrenamtlichen Mitarbeitern der Erste Bank und aus der Sparkassengruppe geführt wird und keine Ertragsziele hat. Der ebenfalls ehrenamtliche Vorstand setzt sich derzeit aus dem Vorstandsvorsitzenden Günter Benischek sowie Brigitte Guttmann und Mag. Robert Schmidbauer zusammen.
Die Zweite Wiener Vereins-Sparcasse, FN 283992k: Änderung vom 8. Jänner 2014 im Firmenbuch am Handelsgericht Wien
Trägerorganisation der Die Zweite Wiener Vereins-Sparcasse ist der gleichnamige Verein Die Zweite Wiener Vereins-Sparcasse. Aus den 50 Mitgliedern ist der siebenköpfige Sparkassenrat entsandt, dem Andreas Treichl vorsteht.

## Geschichte
| Mai 2006       | „Die Zweite Wiener Vereins-Sparcasse“ (Zweite Sparkasse) wird auf Initiative und mit Mitteln der Erste Stiftung gegründet und greift die Gründungsidee der „Erste österreichische Spar-Casse“ auf, die 1819 als gemeinwohlorientierte Sparkasse gegründet worden ist. |
| Oktober 2006   | Die Zweite Sparkasse nimmt ihre Tätigkeit und die ersten KundInnen auf. |
| November 2006  | Die erste Filiale der Zweite Sparkasse wird in Wien-Leopoldstadt in Anwesenheit des damaligen Bundespräsidenten Heinz Fischer eröffnet. |
| März 2007      | Alle KundInnen erhalten nun zu ihrem Konto automatisch ein Versicherungspaket der Wiener Städtische Versicherung. |
| Mai 2007       | Die Zweite Sparkasse wird mit dem 3. Preis der „Sozial Marie 2007“ ausgezeichnet. |
| Juli 2007      | Die Zweite Sparkasse wird mit dem „Greinecker Seniorenpreis“ des ORF ausgezeichnet. |
| September 2007 | Eröffnung der Filiale Innsbruck |
| November 2007  | Eröffnung der Filiale Salzburg |
| Februar 2008   | Eröffnung der Filiale Klagenfurt |
| Mai 2008       | Eröffnung der Filiale Graz |
| Mai 2008       | Die Sparkasse Wiener Neustadt kooperiert als erste Korrespondenzsparkasse mit der Zweite Sparkasse und nimmt die Kundenbetreuung im südlichen Niederösterreich auf. |
| April 2009     | Die Zusammenarbeit mit den oberösterreichischen Regionalsparkassen wird gestartet. |
| April 2009     | Die Zweite Sparkasse wird mit dem Betrieblichen Sozialpreis (2. Platz) des Vereins Fair Finance ausgezeichnet. |
| Oktober 2009   | Eröffnung der Filiale Villach |
| November 2009  | Im Burgenland wird die Geschäftstätigkeit aufgenommen. Als Korrespondenzbanken fungieren Erste Bank und Sparkasse Hainburg-Bruck-Neusiedl. |
| Februar 2010   | Gemeinsam mit „Jugend am Werk“ und „Schuldnerberatung Wien“ wird das Projekt „I €AN“ gestartet: Jugendliche werden im Umgang mit Geld beraten und vor Schuldenfallen bewahrt. Die Workshops werden von MitarbeiterInnen der Zweite Sparkasse durchgeführt. |
| Jänner 2011    | Eröffnung der Filiale Linz |
| Februar 2011   | Die ersten KundInnen der Zweite Sparkasse haben ihre finanzielle Situation derart verbessert, dass sie wieder eine Kontoverbindung mit einer anderen Bank aufnehmen können. |
| Mai 2011       | In Niederösterreich fungiert jetzt auch die Erste Bank in St. Pölten als Korrespondenzsparkasse. |
| Mai 2011       | Bei der Sozialmarie 2011 wird das Schuldenpräventionsprojekt „I €AN“ der Zweite Sparkasse mit dem 4. Preis ausgezeichnet. |
| Dezember 2012  | Das UNO-Programm HABITAT zeichnet Projekte zur Verbesserung von Lebensumständen aus. Die Zweite Sparkasse wird als „Best Practice“ ausgewählt. |
| Juni 2013      | Die Zweite Sparkasse erhält mit ihrem Partner „Schuldnerberatung“ im Wiener Rathaus den Trigos 2013 in der EU-Kategorie „Beste Partnerschaft: Großunternehmen“. |
| Oktober 2015   | Der 1000. Kunde der Zweite Sparkasse wird erfolgreich in eine „normale“ Bankverbindung entlassen. |
| Jänner 2016    | Zusätzlich zum BasisKonto mit 3-Jahre-Befristung bietet die Zweite Sparkasse nun auch ein unbefristetes Konto an, um den KundInnen mehr Zeit für die Regulierung ihrer finanziellen Probleme zu geben. |
| September 2016 | Die EU-Verordnung für das Recht aller EU-BürgerInnen auf ein Girokonto tritt in Kraft. Der Mehrwert der Zweite Sparkasse bleibt die umfassende Beratung. |
| Oktober 2016   | Die Zweite Sparkasse feiert ihr 10-Jahre-Jubiläum. |
| Dezember 2016  | Als zusätzliches Produkt bietet die Zweite Sparkasse gemeinsam mit der Schuldnerberatung das Betreute Konto an. |
| Juni 2017      | Die beiden Gründungsvorstände der Zweite Sparkasse, Evelyn Hayden und Gerhard Ruprecht, werden mit dem Goldenen Ehrenzeichen für Verdienste um die Republik Österreich ausgezeichnet. |
| September 2017 | Nach elf Jahren ehrenamtlicher Tätigkeit verabschiedet sich die Vorstandsvorsitzende der Zweite Sparkasse, Evelyn Hayden, in den Ruhestand. Vorstand Günter Benischek übernimmt den Vorsitz, Gerda Holzinger-Burgstaller tritt neu in den Vorstand ein. |
| Jänner 2019    | Im Jänner 2019 übersiedelt die Wiener Filiale der Zweite Sparkasse samt dem offiziellen Firmensitz von der Glockengasse im 2. Bezirk in den Schweizer Garten im 3. Bezirk. Nun stehen für die Kundenbetreuung große und moderne Räumlichkeiten zur Verfügung. Ein weiterer Vorteil ist die gute Erreichbarkeit mit öffentlichen Verkehrsmitteln (Nähe zum Hauptbahnhof). Die Nachbarschaft zum Erste Campus erleichtert es den MitarbeiterInnen der Erste Group, ihrer ehrenamtlichen Tätigkeit in der Zweite Sparkasse nachzugehen. |
| November 2019  | Gerda Holzinger-Burgstaller wird Vorstandsmitglied der Erste Bank Oesterreich und verlässt nach 2 Jahren den Vorstand der Zweite Sparkasse. Ihr folgt Brigitte Guttmann nach. |
| Juli 2021      | Mag. Gerhard Ruprecht, seit der Gründung Vorstandsmitglied der Zweite Sparkasse, scheidet aus dem Vorstand aus und wird die Sparkasse fortan als „einfacher“ Mitarbeiter unterstützen. Mag. Robert Schmidbauer folgt ihm als Vorstandsmitglied nach. |
| Oktober 2021   | Die Zweite Sparkasse feiert ihr 15-Jahre-Jubiläum. |

## Partnerorganisationen
Die Zweite Sparkasse arbeitet eng mit Partnerorganisationen zusammen, die über ihre Beratungs- bzw. Betreuungseinrichtungen (NGOs) ihre Klienten in schwieriger Finanzlage, die ein Konto mit spezieller Beratung benötigen, an Die Zweite Sparkasse vermitteln:
Von Anbeginn an überregional dabei und an der Projektentwicklung mitgearbeitet haben
- die Caritas und
- die österreichischen Schuldnerberatungen.

In Wien sowie teilweise an weiteren Standorten in den Bundesländern kooperiert die Zweite Sparkasse mit zahlreichen weiteren Nichtregierungsorganisationen.

## Auszeichnungen
- 2006: 20. Greinecker Seniorenpreis des ORF an Evelyn Hayden für „Die Zweite Wiener Vereins-Sparcasse“ (eingereicht von der Erste Stiftung).[10]
- 2007: Sozialmarie 2007 für „Bank für Menschen ohne Bank“ (3. Preis).
- 2008: Betrieblicher Sozialpreis des Vereins Fair Finance (2. Platz; verliehen im April 2009).
- 2011: Sozialmarie 2011 für das Schuldenpräventionsprojekt „I €AN – Workshops für einen guten Start ins Geldleben“ (4. Preis – 1000-Euro-Preis gemeinsam mit der Schuldnerberatung Wien und Jugend am Werk).[11]
- 2012: Dubai International Award For Best Practices To Improve The Living Environment Auszeichnung (gemeinsamer Preis vom UN-HABITAT und der Stadtverwaltung von Dubai).
- 2013: Trigos-Preis 2013 in der EU-Kategorie „Beste Partnerschaft: Großunternehmen“ im Rahmen des „1. European CSR-Awards“.[12]

Quelle für alle: